# Autocross

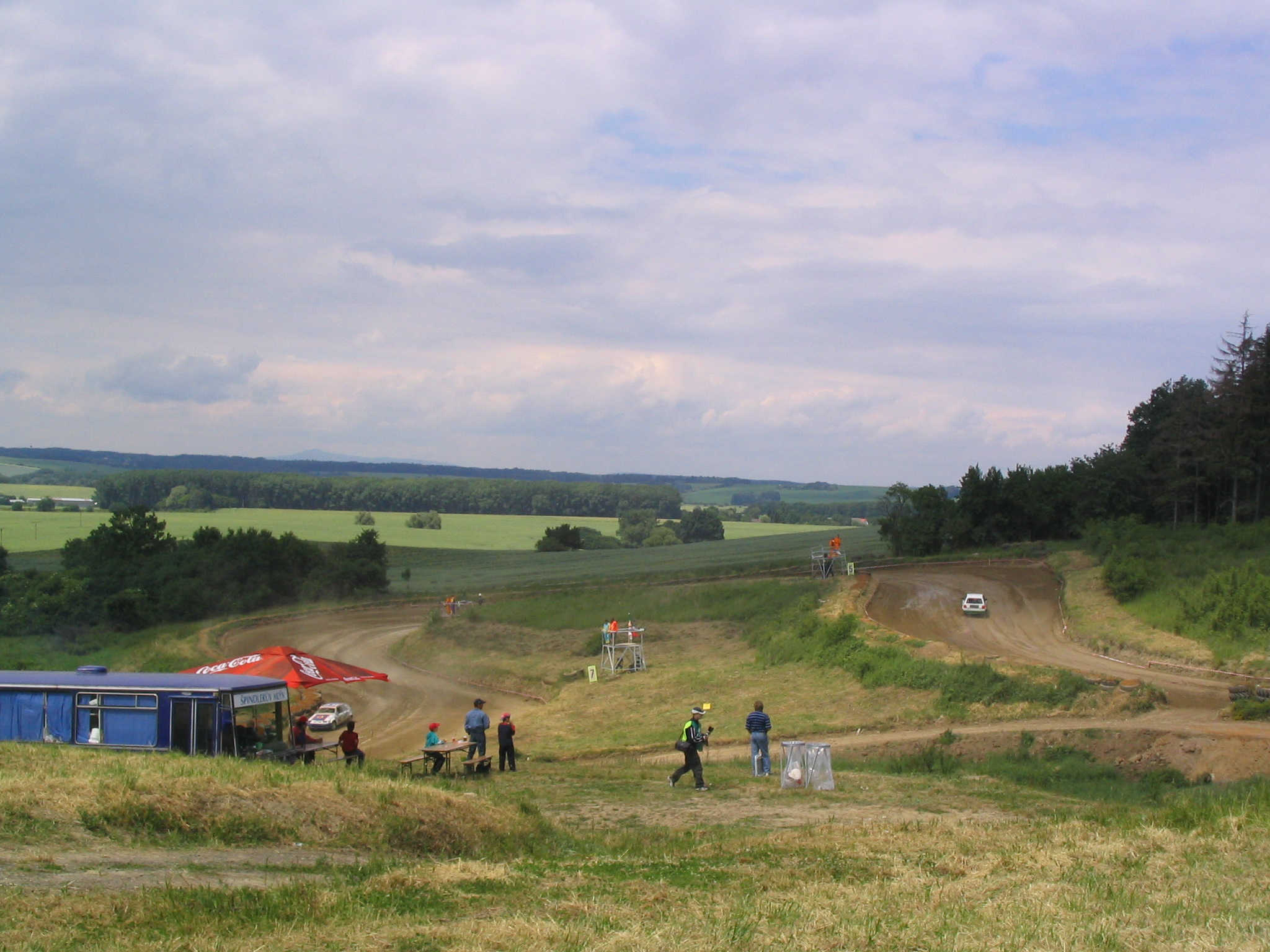
Vista de un circuito de autocross.

El autocross es una modalidad de automovilismo realizado en circuito de tierra disputado con turismos, monoplazas y buggies o car cross. El rallycross, disciplina muy similar al autocross, se disputan circuitos con superficie mixta: pavimento y tierra. Ambas categorías se disputan bajo un formato y reglamento muy similar. En algunos países como Estados Unidos o el Reino Unido se celebran competiciones de rallycross, mientras que en otros tiene más cabida el autocross, caso de España.
En el autocross, cada carrera forma parte de un campeonato y se dan cita todas las divisiones que corren en tandas separadas. Cada prueba consta de entrenamientos, mangas, final B (si procede) y final. Todos los concursantes deberán tomar la salida en entrenamientos y mangas para poder optar a la final. Se realizarán finales para cada una de las categorías.
El principal certamen internacional de autocross es el Campeonato de Europa de Autocross de la FIA.

## Divisiones

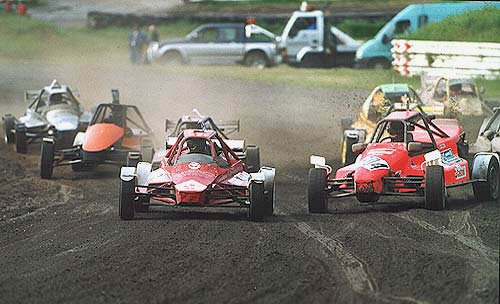
Vehículos correspondientes a la División 4, más conocidos como kartcross.

Generalmente la carrera se reparte en cuatro divisiones:
- Div 1; Turismos y prototipos de cuatro ruedas motrices de 4000cc de cilindrada máxima, se admiten motores turbo teniendo en cuenta que cada centímetro cúbico de un motor turboalimentado equivale a 1,7cc de un motor de alimentación atmosférica.

Entre ellos podemos encontrar turismos de grupo A y de los antiguos grupo B como el Ford RS200, el Peugeot 205 T16 o el Lancia Delta S4; además de prototipos de chasis tubular con carrocería de fibra, unos con grandes motores en posición central trasera (tipo fórmula) y otros con dos motores de motocicleta de gran cilindrada.
- Div 2 (o div II); Turismos exclusivamente de grupo N con modificaciones permitidas según los reglamentos y de una cilindrada inferior a 2000cc. Entre ellos se encuentran vehículos derivados de copas monomarca y turismos preparados por particulares y especialistas.
- Div 2A (o div IIA); Turismos de grupo N exclusivamente de cilindrada inferior a 1600cc.

Se admiten pequeñas preparaciones en las suspensiones y en algún otro apartado según el reglamento.
- Div 3  fórmulas monoplaza de chasis tubular de pequeño tamaño con jaula protectora antivuelco dotados de un motor de motocicleta de gran cilindrada en la parte posterior. Son vehículos de tracción total que se han creado al efecto con una relación peso/potencia que les dota de gran aceleración en seco y una alta velocidad en el paso por curva. En la mayoría de los casos son dos motores de moto unidos a un mismo eje y tracción a las cuatro ruedas, en otros casos son motores de gran potencia.
- Div 4 (o div IV); Fórmulas monoplaza de chasis tubular de pequeño tamaño con jaula protectora antivuelco dotados de un motor de motocicleta de gran cilindrada en la parte posterior. Son vehículos de tracción trasera que se han creado al efecto con una extraordinaria relación peso/potencia que les dota de gran aceleración en seco y una espectacular velocidad en el paso por curva.	Se denominan Car Cross y gozan en la actualidad de gran popularidad por lo espectacular de su conducción y el gran número que toman la salida en cada prueba.

Existe o existió una quinta categoría que actualmente no contemplan los reglamentos de la Real Federación Española de Automovilismo y que a su vez si contemplan otras federaciones como la Federación Gallega de Automovilismo; se trata de la división 3 o div III, en la que participan fórmulas monoplaza de mayor tamaño que los car cross. Son de tracción integral y con el motor situado en posición central/trasera con una cilindrada máxima de 3500cc.
Sus características técnicas les confieren gran aceleración incluso en circuitos extraordinariamente embarrados.
Los circuitos suelen ser de una longitud inferior a mil metros, lo ideal es que superen los 12 metros de ancho, aunque lo normal es más de 8 metros.

## Autocross en España
Según los pilotos más veteranos esta especialidad llegó de Francia como "pop cross" en la que participaban turismos de marca Citroën como el popular "dos caballos". Aseguran que de ahí nació el autocross. En España se disputan campeonatos en pista abierta y en circuito. En pista abierta se denominan principalmente rally y transcurren en tierra o asfalto lo que da lugar a los correspondientes campeonatos de España de Rallyes. En circuito también se distinguen circuitos de tierra y de asfalto dando lugar a sus correspondientes campeonatos. En este caso el Campeonato de España de Velocidad en Circuito de Tierra es lo que dio paso al Campeonato de España de Autocross.
El Autocross está tan extendido por algunas provincias españolas que no es raro encontrar una carrera local en el calendario de las fiestas patronales de cualquier localidad por pequeña que sea. Tanto es así que es la especialidad de automovilismo que más licencias de piloto genera a nivel nacional. Algunas federaciones de automovilismo del territorio español tienen sus campeonatos independientes con sus reglamentos particulares que pueden diferir en todo o en parte, pero el campeonato de ámbito nacional es el Campeonato de España de Autocross que depende de la Real Federación Española de Automovilismo.